# كريستوف إيزارد
كريستوف إيزارد (30 مايو 1937 - 31 يوليو 2022)، هو مقدم ومنتج برامج تلفزيون فرنسي. كتب العديد من مسلسلات الرسوم المتحركة للأطفال مثل «ألبرت الفارس الخامس».

## وصلات خارجية
- كريستوف إيزارد على موقع IMDb (الإنجليزية)
- كريستوف إيزارد على موقع ميوزك برينز (الإنجليزية)
- كريستوف إيزارد على موقع ديسكوغز (الإنجليزية)
- كريستوف إيزارد على موقع قاعدة بيانات الفيلم (الإنجليزية)